# ستاره یابوونکی
ستاره یابوونکی (به لهستانی:  Stare Jabłonki) یک منطقهٔ مسکونی در لهستان است که در گمینا اوسترودا واقع شده‌است. ستاره یابوونکی ۷۰۰ نفر جمعیت دارد.